# Lassana Diarra
Lassana Diarra là cựu cầu thủ bóng đá chuyên nghiệp người Pháp đã giải nghệ. Anh sinh ngày 10 tháng 3 năm 1985 tại Paris, Pháp. Vị trí của anh là tiền vệ phòng ngự.
Diarra từng có thời gian khoác áo các câu lạc bộ lớn như Chelsea, Arsenal và Real Madrid. Ở cấp độ đội tuyển, năm 2008, anh cùng Đội tuyển bóng đá quốc gia Pháp tham dự Euro 2008.

## Sự nghiệp câu lạc bộ

### Buổi đầu sự nghiệp
Diarra đã bị nhiều câu lạc bộ từ chối khi còn là một cầu thủ trẻ. FC Nantes đã đánh giá anh là quá "nhỏ con và nhẹ ký" để thành công khi anh chỉ cao 1,7 mét và nặng 58 kg. Diarra thừa nhận lúc đó anh đã nghĩ "sự nghiệp bóng đá của mình như thế là đã chấm dứt". Nơi tiếp theo anh bị từ chối là Le Mans UC, mà theo Diarra là câu lạc bộ không hề tỏ ra quan tâm gì đến anh.

### Le Havre
Sự nghiệp thi đấu của Diarra đã bắt đầu tại câu lạc bộ Le Havre. Nhờ màn trình diễn xuất sắc ở vị trí tiền vệ phòng ngự, anh đã được chọn vào đội tuyển U-21 Pháp. Huấn luyện viên Chelsea Jose Mourinho đã xem anh là sự thay thế cho Claude Makélélé trong tương lai với sức khỏe và khả năng tranh chấp tay đôi tốt. Tháng 7 năm 2005, Chelsea đã có được sự phục vụ của Diarra với một mức phí chuyển nhượng không được tiết lộ.

### Chelsea FC
Diarra có tên trong đội hình một Chelsea từ mùa bóng 2005-06 nhưng ít khi được ra sân chính thức. Anh có trận đầu đầu tiên cho Chelsea là trong chiến thắng 4-0 trước Real Betis tại UEFA Champions League vào tháng 10 năm 2005 khi vào sân thay người. Trong trận đấu vòng 3 cúp FA với Huddersfield Town vào tháng 1 năm 2006, anh đã trở thành cầu thủ xuất sắc nhất trận đấu. Cuối mùa giải năm đó, anh đã chơi trọn 90 phút trong 2 trận đấu cuối cùng với Blackburn Rovers và Newcastle United khi huấn luyện viên José Mourinho cho thực hiện xoay vòng đội hình. Ngày 13 tháng 4, anh được bầu chọn là Cầu thủ trẻ xuất sắc nhất năm của Chelsea.
Tháng 1 năm 2007, Newcastle, Fulham và Juventus đều mong có được Diarra trong kỳ chuyển nhượng mùa đông nhưng Diarra vẫn ở lại Chelsea. Anh có mặt trong trận chung kết Carling Cup 2007 với Arsenal trên Sân vận động Thiên niên kỷ. Tại Chelsea, trong vai trò hậu vệ cánh phải, anh đã chơi khá ấn tượng. Tuy nhiên, Mourinho vẫn dành nhiều sự ưu ái hơn cho Paulo Ferreira nên đã có đôi lần đẩy Diarra lên đá tiền vệ trụ. Thử nghiệm này không mang lại thành công khiến anh bị mất dần đi sự tín nhiệm và bản thân Diarra cũng cảm thấy chán nản và không muốn gia hạn hợp đồng. Ngày 29 tháng 7, anh tuyên bố muốn chuyển đến Arsenal để có cơ hội ra sân nhiều hơn ở đội hình chính thức. Hợp đồng giữa anh và Chelsea sẽ hết hạn vào tháng 1 năm 2008 nên Chelsea đã buộc phải bán anh cho Arsenal trước khi anh có thể ra đi theo dạng chuyển nhượng tự do theo Luật Bosman.
Thành tích mà Lassana Diarra đạt được ở Chelsea là 1 danh hiệu vô địch Premier League, 1 danh hiệu vô địch League Cup và 1 danh hiệu vô địch FA Cup.

### Arsenal

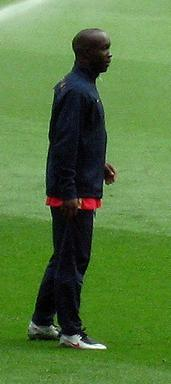
Diarra đang tập luyện tại Arsenal

Lassna Diarra chuyển đến thi đấu cho Arsenal vào ngày 31 tháng 8 năm 2007 với giá chuyển nhượng không được tiết lộ và anh khoác chiếc áo số 8 của tiền vệ Fredrik Ljungberg để lại. Tuy nhiên chỉ sau một thời gian ngắn, Diarra đã muốn rời khỏi Arsenal vào kì chuyển nhượng mùa đông do thường xuyên bị huấn luyện viên Arsene Wenger cho ngồi trên băng ghế dự bị..
Cuối cùng, lời hứa sẽ có một vị trí trong đội hình chính thức cũng như khoản tiền lương không nhỏ mà câu lạc bộ Portsmouth đề nghị đã thuyết phục Lassana Diarra rời khỏi Arsenal. Ngày 17 tháng 1 năm 2008, Lassana Diarra đã chính thức rời sân Emirates để chuyển tới Portsmout với phí chuyển nhượng không được tiết lộ nhưng theo một số chuyên gia, khoản tiền không dưới 5 triệu bảng.

### Portsmouth
Diarra có trận đầu tiên trong màu áo Porstmouth gặp Derby, và trận này Porstmouth thắng 3-1 tại Fratton Park. Bàn thắng đầu tiên cho Porstmouth là trong trận vòng 4 FA Cup gặpPlymouth Argyle, và bàn thắng đầu tiên tại Premier League là 2 tuần sau đó trong trận gặp Bolton Wanderers..
Kết thúc mùa giải 2007-08, Diarra cùng với Porstmouth giành FA Cup sau khi đánh bại Cardiff City trong trận chung kết và được gọi vào đội tuyển Pháp dự Euro 2008.
Trong trận tranh Community Shield Cup 2008 gặp Manchester United, Diarra đá hỏng 1 quả luân lưu và sau cùng chiến thắng thuộc về MU. Ngày 28 tháng 9 năm 2008, Diarra nhận thẻ đỏ đầu tiên tại Premier League trong trận gặp Tottenham Hotspur tại Fratton Park. Tháng 12 năm 2008, Portsmouth FC đã đồng ý chuyển nhượng Diarra sang Real Madrid với phí chuyển nhượng khoảng 20 triệu €.

### Real Madrid
Diarra tới sân Bernabeu với nhiệm vụ thay thế cầu thủ Mamadou Diarra và Ruben De La Red đang bị chấn thương. Anh cũng là tân binh thứ 2 gia nhập Real Madrid trong kì chuyển nhượng mùa đông 2008-09 sau khi câu lạc bộ Hoàng gia Tây Ban Nha này đã có chữ ký của tiền đạo người Hà Lan, Klaas-Jan Huntelaar. Lúc đầu, anh khoác chiếc áo số 6 của Mahamadou Diarra nhưng sau khi Wesley Sneijder chuyển đến thi đấu cho Inter Milan, anh khoác áo số 10 của cầu thủ này để lại.
Bàn thắng đầu tiên của Diarra cho Real Madrid là bàn thắng ấn định tỉ số 3-2 trong trận đấu mở màn La Liga 2009-2010 gặp Deportivo La Coruna với một cú sút xa ngoài vòng cấm địa ở phút 60.

## Sự nghiệp quốc tế
Lassana Diarra được gọi vào đội tuyển Pháp ở vòng loại Euro 2008. Sau đó anh tiếp tục được huấn luyện viên Raymond Domenech chọn vào danh sách chính thức tham gia Euro 2008 tại Áo và Thụy Sĩ. Tuy nhiên trong cả ba trận đấu của Pháp tại vòng bảng, Diarra đều không được ra sân. Sau khi nhiều tuyển thủ Pháp giải nghệ trong đó có đàn anh Makélélé, Diarra được triệu tập trở lại đội tuyển Pháp vào ngày 20 tháng 8 trong trận giao hữu với đội tuyển Thụy Điển.
Cho đến cuối vòng loại World Cup 2010, Diarra đã có 26 lần khoác áo đội tuyển Pháp. Ngày 12 tháng 5 năm 2010, anh có tên trong danh sách sơ bộ 30 cầu thủ tham dự World Cup của ông Domenech. Tuy nhiên, đến ngày 21 tháng 5, Liên đoàn bóng đá Pháp đã thông báo: "Bộ phận y tế của đội tuyển đã xác nhận Lassana Diarra đã gặp phải một số vấn đề liên quan đến đường ruột. Thật đáng tiếc khi chúng tôi phải thông báo cậu ấy sẽ vắng mặt ở World Cup 2010. Ai sẽ thay thế cầu thủ này thì sẽ do HLV Domenech thông báo." Sau đó,Real Madrid mới cung cấp những thông tin cho thấy "Lass" bị thiếu máu di truyền, chính xác là thiếu các tế bào hình lưỡi liềm. Chứng bệnh này thường có ở những người gốc Phi thuộc khu vực Sahara. Theo Real, Lassana sẽ phải xét nghiệm máu tại Lyon.

## Thống kê sự nghiệp

### Câu lạc bộ
Nguồn:
| Câu lạc bộ          | Mùa giải            | Vô địch quốc gia            | Vô địch quốc gia | Vô địch quốc gia | Cúp quốc gia | Cúp quốc gia | Cúp liên đoàn | Cúp liên đoàn | Cúp châu lục | Cúp châu lục | Khác    | Khác   | Tổng cộng | Tổng cộng |
| Câu lạc bộ          | Mùa giải            | Hạng đấu                    | Số trận          | Số bàn           | Số trận      | Số bàn       | Số trận       | Số bàn        | Số trận      | Số bàn       | Số trận | Số bàn | Số trận   | Số bàn    |
| ------------------- | ------------------- | --------------------------- | ---------------- | ---------------- | ------------ | ------------ | ------------- | ------------- | ------------ | ------------ | ------- | ------ | --------- | --------- |
| Le Havre            | 2004–05             | Ligue 2                     | 29               | 0                | 1            | 0            | 1             | 0             | —            | —            | —       | —      | 31        | 0         |
| Chelsea             | 2005–06             | Premier League              | 3                | 0                | 2            | 0            | 0             | 0             | 2            | 0            | 0       | 0      | 7         | 0         |
| Chelsea             | 2006–07             | Premier League              | 10               | 0                | 4            | 0            | 3             | 0             | 5            | 0            | 1       | 0      | 23        | 0         |
| Chelsea             | 2007–08             | Premier League              | 0                | 0                | 0            | 0            | 0             | 0             | 0            | 0            | 1       | 0      | 1         | 0         |
| Chelsea             | Tổng cộng           | Tổng cộng                   | 13               | 0                | 6            | 0            | 3             | 0             | 7            | 0            | 2       | 0      | 31        | 0         |
| Arsenal             | 2007–08             | Premier League              | 7                | 0                | 0            | 0            | 3             | 0             | 3            | 0            | —       | —      | 13        | 0         |
| Portsmouth          | 2007–08             | Premier League              | 12               | 1                | 5            | 1            | 0             | 0             | —            | —            | —       | —      | 17        | 2         |
| Portsmouth          | 2008–09             | Premier League              | 12               | 0                | 0            | 0            | 0             | 0             | 2            | 1            | 1       | 0      | 15        | 1         |
| Portsmouth          | Tổng cộng           | Tổng cộng                   | 24               | 1                | 5            | 1            | 0             | 0             | 2            | 1            | 1       | 0      | 32        | 3         |
| Real Madrid         | 2008–09             | La Liga                     | 19               | 0                | 0            | 0            | —             | —             | 2            | 0            | 0       | 0      | 21        | 0         |
| Real Madrid         | 2009–10             | La Liga                     | 23               | 1                | 1            | 0            | —             | —             | 6            | 0            | —       | —      | 30        | 1         |
| Real Madrid         | 2010–11             | La Liga                     | 26               | 0                | 3            | 0            | —             | —             | 10           | 0            | —       | —      | 39        | 0         |
| Real Madrid         | 2011–12             | La Liga                     | 17               | 0                | 4            | 0            | —             | —             | 4            | 0            | 0       | 0      | 25        | 0         |
| Real Madrid         | 2012–13             | La Liga                     | 2                | 0                | 0            | 0            | —             | —             | 0            | 0            | 0       | 0      | 2         | 0         |
| Real Madrid         | Tổng cộng           | Tổng cộng                   | 87               | 1                | 8            | 0            | —             | —             | 22           | 0            | 0       | 0      | 117       | 1         |
| Anzhi Makhachkala   | 2012–13             | Giải bóng đá Ngoại hạng Nga | 14               | 0                | 3            | 1            | —             | —             | 7            | 0            | —       | —      | 24        | 1         |
| Anzhi Makhachkala   | 2013–14             | Giải bóng đá Ngoại hạng Nga | 4                | 0                | 0            | 0            | —             | —             | 0            | 0            | —       | —      | 4         | 0         |
| Anzhi Makhachkala   | Tổng cộng           | Tổng cộng                   | 18               | 0                | 3            | 1            | —             | —             | 7            | 0            | —       | —      | 28        | 1         |
| Lokomotiv Moscow    | 2013–14             | Giải bóng đá Ngoại hạng Nga | 17               | 1                | 0            | 0            | —             | —             | —            | —            | —       | —      | 17        | 1         |
| Marseille           | 2015–16             | Ligue 1                     | 26               | 1                | 2            | 0            | 1             | 0             | 4            | 0            | —       | —      | 33        | 1         |
| Marseille           | 2016–17             | Ligue 1                     | 11               | 0                | 0            | 0            | 1             | 0             | 0            | 0            | —       | —      | 12        | 0         |
| Marseille           | Tổng cộng           | Tổng cộng                   | 37               | 1                | 2            | 0            | 2             | 0             | 4            | 0            | —       | —      | 45        | 1         |
| Al Jazira           | 2017–18             | UAE Pro-League              | 5                | 0                | 0            | 0            | 0             | 0             | 0            | 0            | 0       | 0      | 5         | 0         |
| Paris Saint-Germain | 2017–18             | Ligue 1                     | 10               | 0                | 2            | 0            | 2             | 0             | 1            | 0            | 0       | 0      | 15        | 0         |
| Paris Saint-Germain | 2018–19             | Ligue 1                     | 3                | 0                | 0            | 0            | 0             | 0             | 0            | 0            | 1       | 0      | 4         | 0         |
| Paris Saint-Germain | Tổng cộng           | Tổng cộng                   | 13               | 0                | 2            | 0            | 2             | 0             | 1            | 0            | 1       | 0      | 19        | 0         |
| Tổng cộng sự nghiệp | Tổng cộng sự nghiệp | Tổng cộng sự nghiệp         | 250              | 4                | 27           | 2            | 11            | 0             | 46           | 1            | 4       | 0      | 338       | 7         |

### Quốc tế
Nguồn:
| Đội tuyển quốc gia | Năm       | Số trận | Số bàn |
| ------------------ | --------- | ------- | ------ |
| Pháp               | 2007      | 9       | 0      |
| Pháp               | 2008      | 7       | 0      |
| Pháp               | 2009      | 10      | 0      |
| Pháp               | 2010      | 2       | 0      |
| Pháp               | 2015      | 3       | 0      |
| Pháp               | 2016      | 3       | 0      |
| Tổng cộng          | Tổng cộng | 34      | 0      |

## Danh hiệu
Chelsea
- FA Cup: 2006–07[28]
- Football League Cup: 2006–07[29]

Portsmouth
- FA Cup: 2007–08[30]

Real Madrid
- La Liga: 2011–12[25]
- Copa del Rey: 2010–11[25]
- Supercopa de España: 2012[25]

Paris Saint-Germain
- Ligue 1: 2017–18[31]
- Coupe de France: 2017–18[32]
- Coupe de la Ligue: 2017–18[33]
- Trophée des Champions: 2018[34]

Individual
- Chelsea Young Player of the Year: 2005–06[35]
- Ligue 1 Team of the Year: 2015–16[36]